# Konwój

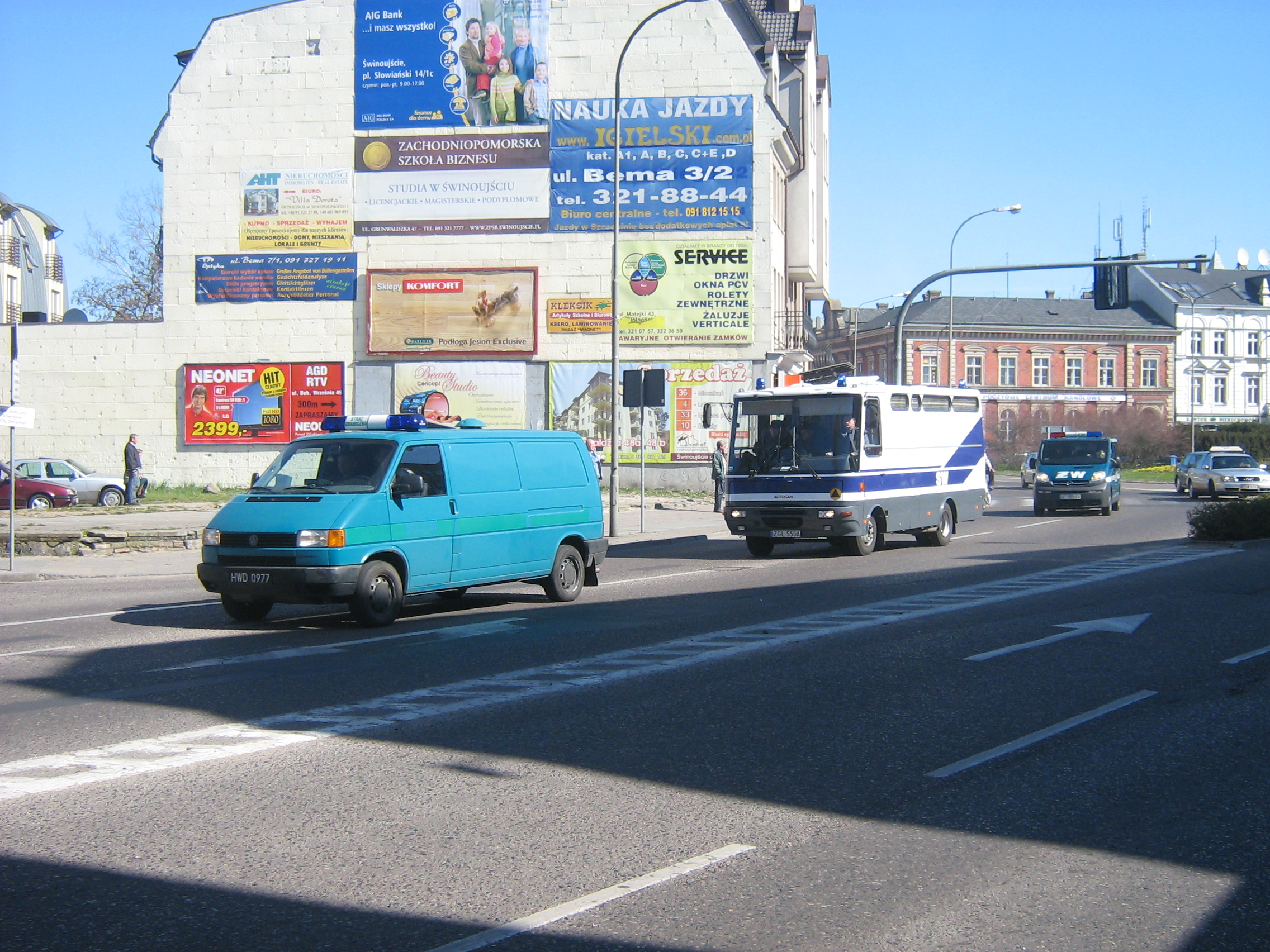
Więźniowie w Świnoujściu eskortowani przez Straż Graniczną, Służbę Więzienną i Żandarmerię Wojskową.

Konwój – termin o kilku zbliżonych znaczeniach:
1. Konwój – grupa osób, zazwyczaj uzbrojonych (konwojenci), nadzorująca i ochraniająca powierzone ich pieczy osoby – więźniów, jeńców itp. (konwojowani) lub mienie (np. konwój bankowy).
2. Konwój – grupa wspólnie przemieszczających się pojazdów mechanicznych lub jednostek nawodnych, formowana głównie ze względów logistycznych i dla zwiększenia bezpieczeństwa podróży.
3. Konwój – grupa osób lub pojazdów towarzyszących osobie z różnych względów zasługującej na szacunek – dla podkreślenia jej rangi lub oddania jej czci, np. konwój honorowy.

Podróż konwojem umożliwia lepszą organizację ruchu (np. konwój towarzyszący pojazdowi przewożącemu nadwymiarowy ładunek), współpracę (wspólne wyposażenie, części zapasowe itp.) i wzajemną pomoc uczestników grupy (np. w razie awarii czy wypadku). W wielu przypadkach część konwoju stanowi eskorta o charakterze zbrojnym, mając zapewnić bezpieczeństwo jego uczestnikom w czasie ataku nieprzyjaciela. Do wad konwoju należy niewątpliwie konieczność dostosowania prędkości poruszania całej grupy do prędkości najwolniejszego jej uczestnika. 
Najbardziej spektakularnym rodzajem konwojów były konwoje morskie, zwłaszcza z okresu II wojny światowej.